# 로버트 엥글런드
로버트 엥글런드(영어: Robert Englund, 1947년 6월 6일 ~ )는 미국의 배우이다. 공포영화 "나이트메어"의 살인마 "프레디 크루거"를 연기한 배우로 유명하다.

## 출연 작품
- 추즈 오어 다이 (2022)
- 미드나잇 맨 (2018)
- 고스트: 죽은자들의 초대 (2017)
- 더 펀하우스 매서커 (2015)
- 칸테미르 (2015)
- 피어 클리닉 (2015)
- 라스트 쇼잉 (2014)
- 새니테리엄 (2013)
- 플래시드 : 더파이널챕터 (2012)
- 하와이 파이브-오 시즌2 (2011)
- 인큐버스 (2011)
- 굿 데이 포 잇 (2010)
- 아이 원트 투 비 어 솔저 (2010)
- 스펙타큘러 스파이더맨 (2008)
- 좀비 스트리퍼스 (2008)
- 킬러 패드 (2008, Killer Pad)
- 레드 (2008)
- 블랙 스웜 (2007)
- 잭 브룩스: 몬스터 슬레이어 (2007)
- 손도끼 (2006)
- 레슬리 버논의 살인 일기 (2006)
- 하트스토퍼 (2006)
- 2001 매니악스 (2005)
- 마스터즈 오브 호러 에피소드 3 - 죽은 자의 춤 (2005)
- 배트맨 - 2004년 시리즈 (2004)
- 노바디 노우스 애니씽! (2003)
- 프레디 VS 제이슨 (2003)
- 저스티스 리그 (2001)
- 윈드폴 (2001)
- 파이톤 (2000)
- 더 프린스 앤 더 서퍼 (1999, The Prince and the Surfer)
- 미트 더 디들스 (1998)
- 헨드릭스 (1998)
- 캠퍼스 레전드 (1998)
- 퍼펙트 타겟 (1997)
- 위시마스타 (1997)
- 스타퀘스트 2 (1996)
- 킬러 텅 (1996)
- 써스펙트 (1995)
- 모털 피어 (1994)
- 나이트메어 7 - 뉴 나이트메어 (1994)
- 나이트메어의 저주 (1993)
- 죽음의 플로어 (1991)
- 나이트메어 6 - 프레디 죽다 (1991)
- 로큰롤 탐정 포드 (1990)
- C.H.U.D. II - 버드 더 추드 (1989)
- 영원한 사랑 (1989)
- 나이트메어 5 - 꿈꾸는 아이들 (1989)
- 헬레이더스 (1988)
- 나이트메어 4 - 꿈의 지배자 (1988)
- 나이트메어 3 - 꿈의 전사 (1987)
- 네버 투 영 투 다이 (1986)
- 나이트메어 2 - 프레디의 복수 (1985)
- 나이트메어 (1984)
- 브이 - TV 시리즈 (1984)
- 브이 - 최후의 전투 (1984)
- 브이 - 5부작 미니시리즈 (1983)
- 다우 설트 낫 킬 (1982)
- 미스테리어스 투 (1982)
- 전격 Z작전 (1982)
- 죽음과 매장 (1981)
- 공포의 혹성 (1981)
- 5층 (1978)
- 빅 웬즈데이 (1978)
- 좋은 형제들 (1978)
- 이튼 얼라이브 (1976)
- 스테이 헝그리 (1976)
- 세인트 아이브스 (1976)
- 그레이트 스모키 로드블럭 (1976)
- 스타 탄생 (1976)
- 허슬 (1975)
- 버스터 앤 빌리 (1974)